# Titus Lucretius Tricipitinus
Titus Lucretius Tricipitinus az ókori Római Köztársaság egyik patríciusa volt, aki kétszer viselt consuli hivatalt, először a köztársaság második évében, i. e. 508-ban, másodszor pedig i. e. 504-ben. 

## Élete
Először i. e. 508-ban választották consulnak, Publius Valerius Publicola mellé (akinek ez a második consulsága volt). Ebben az évben Clusium etruszk királya, Lars Porsenna megtámadta Rómát. Első rohamát nagy nehézségek árán hárították (Horatius Cocles hőstette révén), ezután pedig blokád alá vette a várost. P. Valerius consul sikeres csapdát állított a Róma környékén élelmiszer után kutató, fosztogató etruszkoknak; az őket körbevevő római csapatok közül az egyiket T. Lucretius vezette a Porta Naeviánál.
I. e. 504-ben másodszor is megválasztották, ismét P. Valerius Publicola (akinek ez a negyedik consulsága volt) társául. Ebben az évben folytatódott az előző évben megkezdett szabin háború. Halikarnosszoszi Dionüsziosz szerint a szabinok Rómát fenyegették és az Anio folyónál találkoztak a consulok seregeivel. Publicola a folyónál, a szabinok közelében, T. Lucretius egy Fidenae melletti dombon ütött tábort. A szabinok éjszaka akarták megtámadni Publicola táborát, míg Fideane helyőrsége kivonulva megakadályozza hogy, hogy Lucretius a segítségére siessen. A rómaiak azonban egy dezertőrtől és hadifoglyoktól megtudták a tervüket. Az éjfélkor támadó szabinok teljes sötétségben találták a római tábort és azt hitték hogy valamennyien alszanak. Azok azonban felfegyverkezve vártak a sötétben és a tábor árkán átmászó szabinokat sorra csendben megölték. A szabinok csak súlyos veszteségek után ébredtek rá a helyzetre, mire menekülni kezdtek. Publicola katonái ekkor hangos kiabálással riasztották Lucretiust, aki lovasságával elvonta a fidenaei csapatok figyelmét, majd gyalogságával oldalba támadva megfutamította őket. Állítólag 13500 szabint öltek meg és 4200-at foglyul ejtettek. A két consul diadalmenetben tért vissza Rómába.